# Hedwig Pinkus
Hedwig Pinkus z domu Oberländer (ur. 5 lipca 1868 w Úpicach, zm. 17 sierpnia 1920 w Prudniku) – niemiecka działaczka charytatywna, żona Maxa Pinkusa.

## Życiorys
Pochodziła z fabrykanckiej rodziny Moritza J. Oberländera (1831–1905) i Marii Morawetz (1840–1920). Rodziny Oberländer i Morawetz były właścicielami przędzalni bawełny w Úpicach, Hronovie i Světlej Horze w habsburskich Czechach.
13 maja 1888 odbył się jej ślub z Maxem Pinkusem, współudziałowcem fabryki włókienniczej S. Fränkel w Prudniku (późniejszy „Frotex”). Wychodząc za mąż Hedwig otrzymała w posagu udziały w rodzinnych przędzalniach, dzięki czemu rodzina Fränklów i Pinkusów weszła w posiadanie tych zakładów. Małżeństwo miało troje dzieci: Alice Babette Cäcilie, Hans Hubert i Klaus Valentin. W 1903 rodzina zamieszkała w willi przy ulicy Nyskiej 2 w Prudniku.

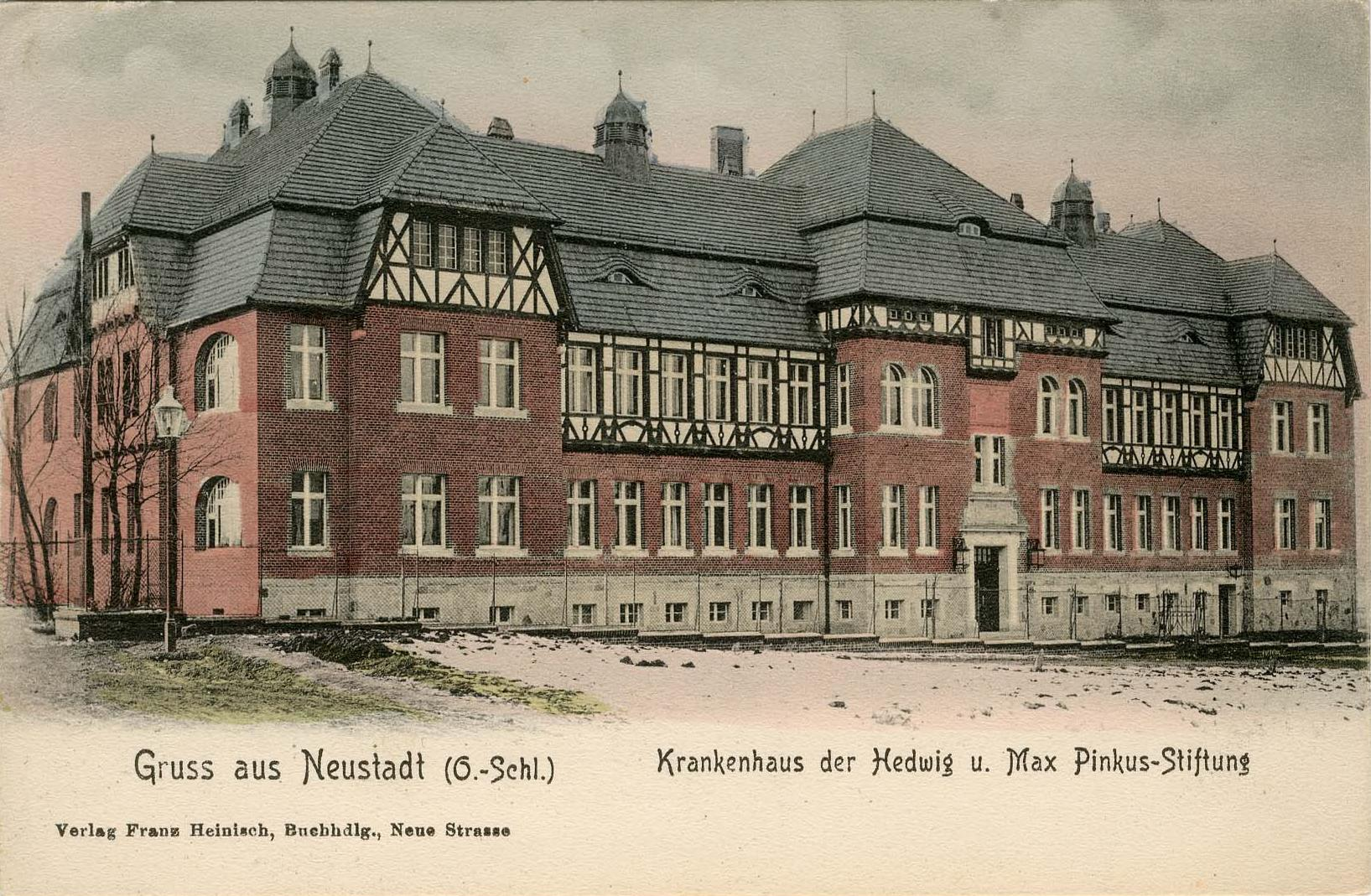
Pocztówka przedstawiająca szpital w Prudniku z podpisem Krankenhaus der Hedwig u. Max Pinkus-Stuftung

W 1904 otwarto wybudowany z inicjatywy Hedwig Pinkus szpital, który służył robotnikom fabryki S. Fränkel, a w 1910 został przekazany miastu. Otrzymał nazwę Hedwig und Max Pinkusstiftung. Szpital ufundowany przez Hedwig i jej męża służy mieszkańcom Prudnika do czasów współczesnych jako Prudnickie Centrum Medyczne. Udzielała się charytatywnie po I wojnie światowej.

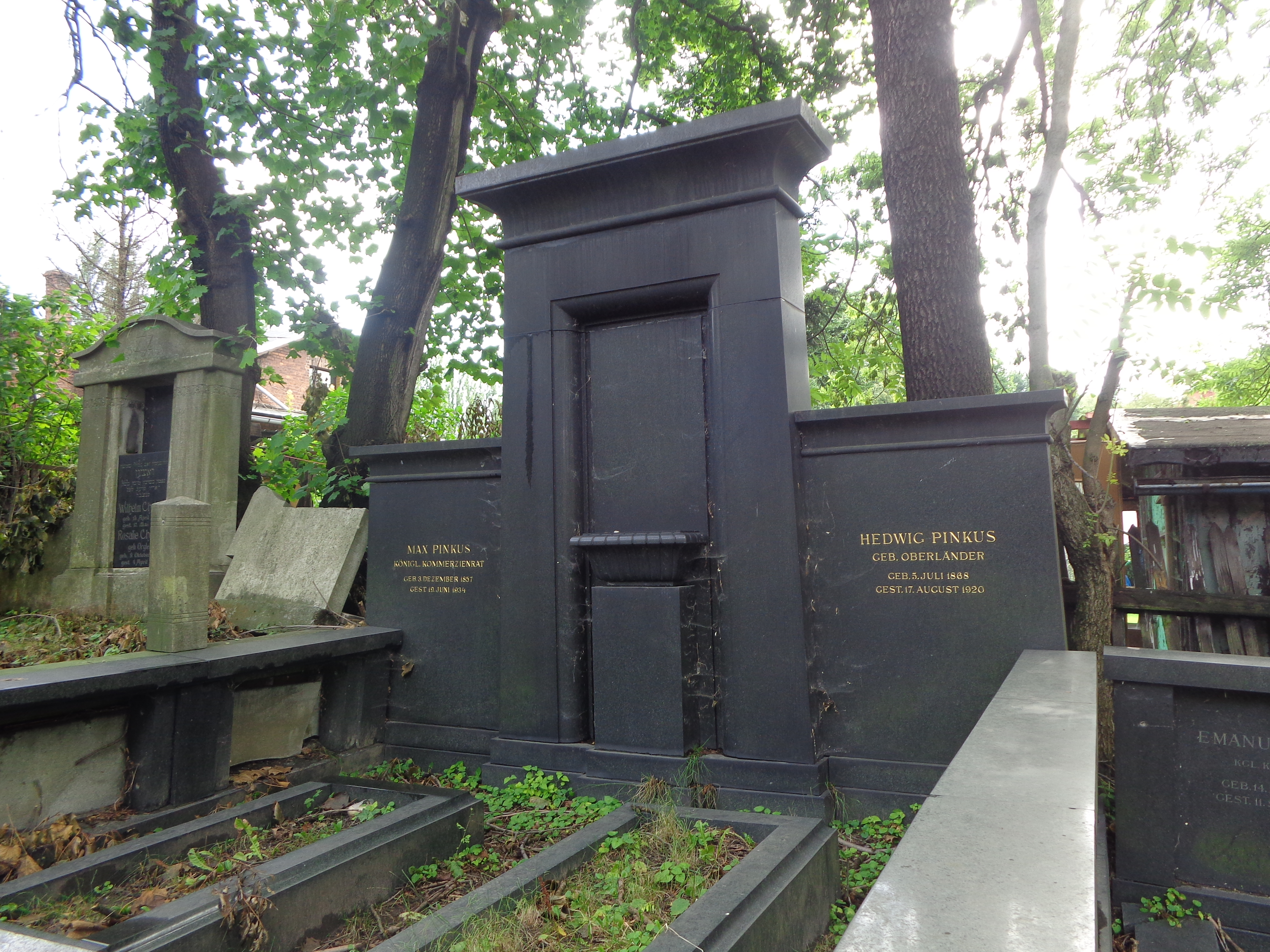
Grobowiec Hedwig Pinkus i jej męża Maxa

Hedwig Pinkus zmarła 17 sierpnia 1920. Została pochowana na cmentarzu żydowskim w Prudniku. Po jej śmierci, Max zaczął pisać pamiętnik, mający formę rozmów ze zmarłą żoną. Opisywał tam swoje codzienne zajęcia, a także ganił się za zaniedbanie kontaktu z Hedwig, pisząc: „tę, która powinna być towarzyszką mojego życia zostawiałem samą i zaniedbywałem”, „przez całe dni były tylko minuty, gdy widzieliśmy się i rozmawialiśmy, ale pomiędzy Mało a Nic jest tak wielka różnica”.